# Луццара
Луццара (італ. Luzzara) — муніципалітет в Італії, у регіоні Емілія-Романья, провінція Реджо-Емілія.
Луццара розташована на відстані близько 380 км на північний захід від Рима, 75 км на північний захід від Болоньї, 30 км на північ від Реджо-нелль'Емілії.
Населення — 9318 осіб (2014).

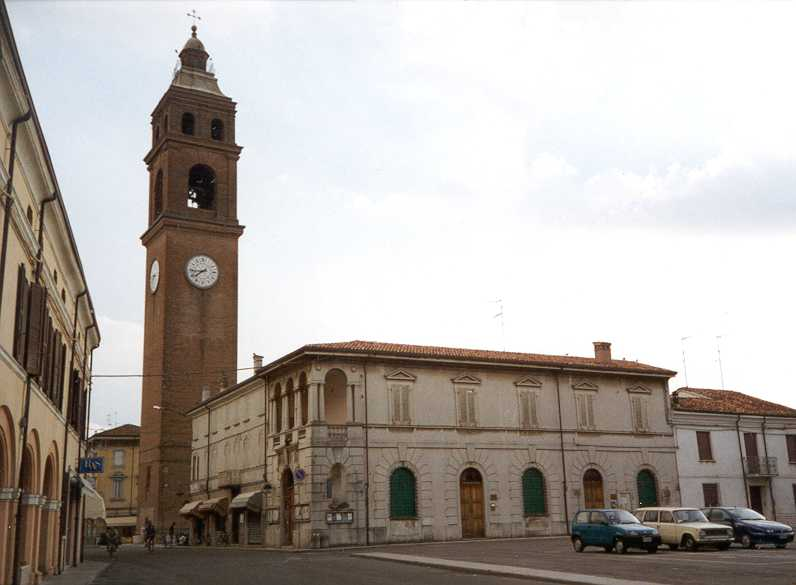

Щорічний фестиваль відбувається 23 квітня. Покровитель — святий Юрій.

## Демографія
Населення за роками:

Станом на 1 січня 2023 року в муніципалітеті офіційно проживало 1414 іноземців з 46 країн, серед них 72 громадяни країн Євросоюзу та 57 громадян України.

## Персоналії
- Чезаре Дзаваттіні (1902—1989) — італійський письменник, сценарист, теоретик кіно.

## Сусідні муніципалітети
- Дозоло
- Гонцага
- Гуасталла
- Реджоло
- Суццара